# هوری نائوتورا
هوری نائوتورا (انگلیسی: Hori Naotora; ۲۶ سپتامبر ۱۸۳۶ – ۱۰ فوریهٔ ۱۸۶۸) سامورایی، دایمیو در اواخر دوره ادو اهل ژاپن بود. در ژانویه 1868 او به عنوان نمایش اعتراض به تسلیم شدن دفتر شوگون توسط توکوگاوا یوشینوبو با غرق شدن در قلعه ادو خودکشی کرد.